# Лиманчик (озеро)
«Озеро Лиманчик» (озеро Малый Лиман) — памятник природы, особо охраняемая природная территория регионального значения. Учреждён в 1988 году для сохранения гидрологического объекта. Находится на юге полуострова Абрау, непосредственно у берега Чёрного моря, в полутора километрах к югу от озера Абрау, в границах МО г. Новороссийск Краснодарского края. Площадь озера составляет 2,14 га, длина — 206м, ширина — 148м, глубина до 4,5м, объём — 49500 кубических метров. Площадь водосбора оценивается в 88 га.